# Luktsnus

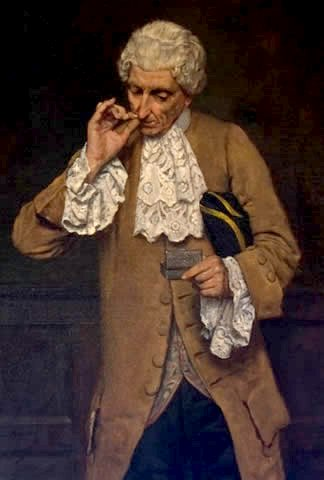
Målning av man som tar en pris luktsnus.

Luktsnus (snuff) är malen eller pulveriserad tobak som inandas eller "sniffas" upp genom näsan, som njutningsmedel. Det är en typ av rökfri tobak. Luktsnus är idag vanligtvis smaksatt med mentol, frukt eller kryddor. Andra vanliga smaker är lakrits, grönmynta, kanel, whisky och körsbär.

## Historia

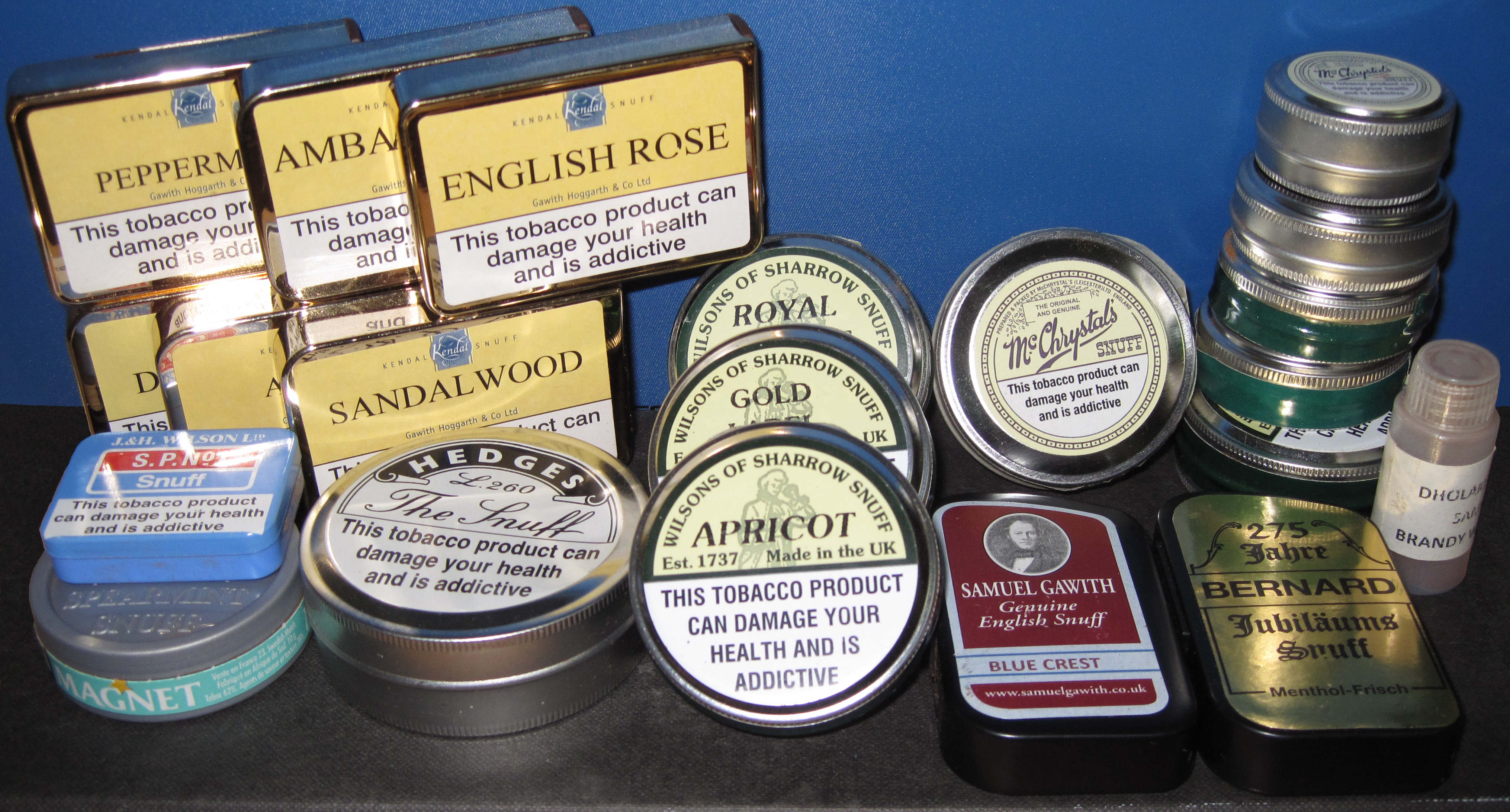
En massa luktsnusburkar.

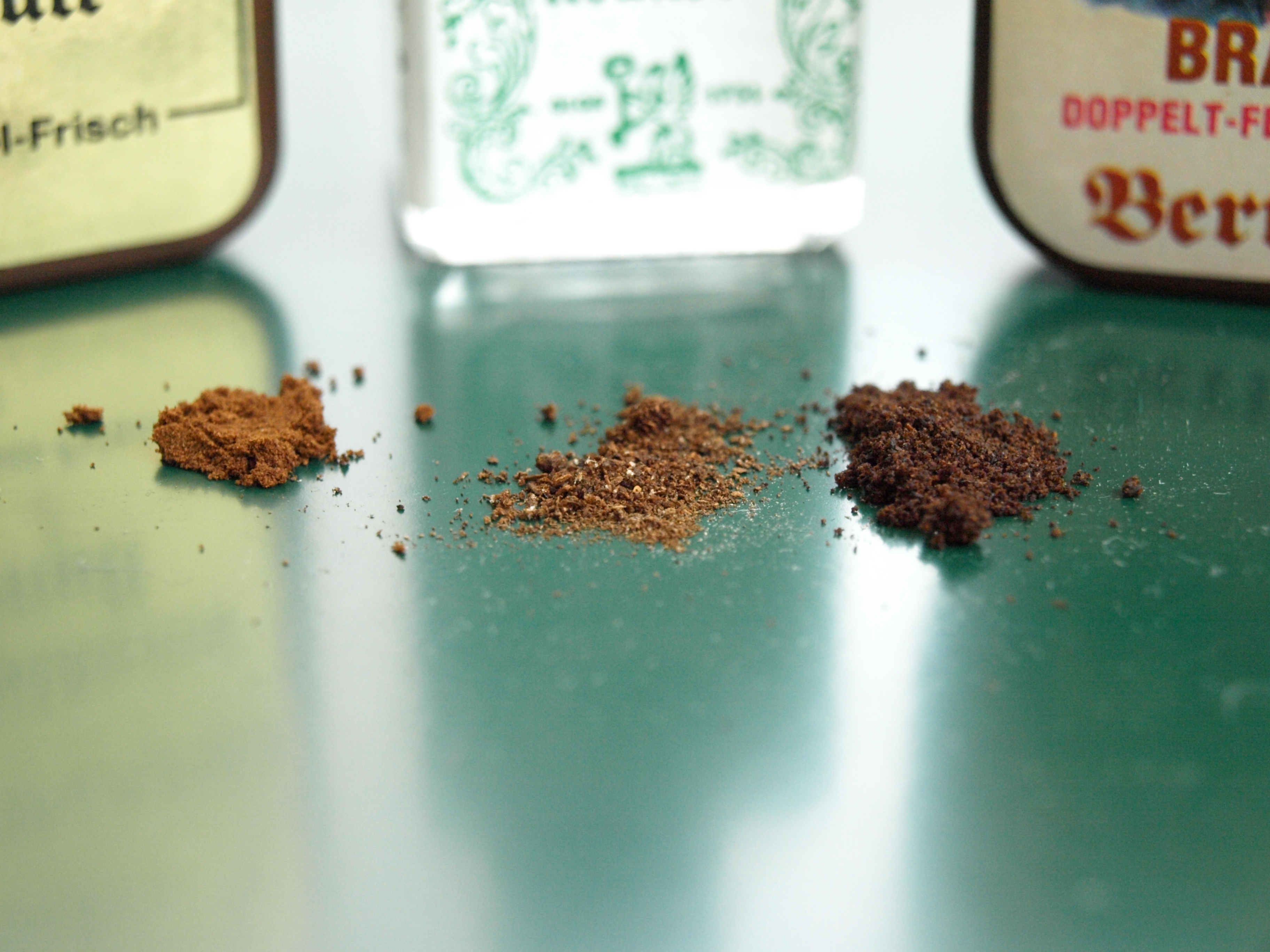
Olika typer och konsistenser av luktsnus.

De första dokumenterade brukarna av luktsnus var Arawakiska präster i Västindien på 1400-talet.[källa behövs] En munk vid namn Ramon Pane som deltog i Christofer Columbus upptäcktsresa till Amerika år 1497 iakttog hur de drog in ett pulver i näsan.
Under 1560-talet kom Frankrikes ambassadör i Portugal, Jean Nicot, i kontakt med tobaksplantan, som då odlades i Europa enbart för medicinskt bruk. Den franska drottningen Katarina av Medici hade svår migrän och Nicot gav henne rådet att dra upp krossade tobaksblad i näsan. Det sägs att drottningens huvudvärk försvann och luktsnuset fick tack vare detta ett genombrott. Nicot blev efter detta så starkt förknippad med tobaksbruket i Europa att Linné uppkallade tobaken, Nicotiana efter Nicot.
År 1637 nämns för första gången luktsnus i svensk tullstatistik, då som snuf-tobak. I Sverige odlades tobak i större mängder i ett 70-tal städer i slutet av 1700-talet.
Det ansågs länge vara lite "finare" att använda luktsnus, vilket skilde eliten i samhället från den vanliga befolkningen som i allmänhet rökte sin tobak eller använde tuggtobak.. Med sin överklasstämpel förlorade luktsnuset mycket av sin popularitet i strömningarna efter Franska revolutionen.
Napoleon, Storbritanniens drottning Charlotte av Mecklenburg-Strelitz och påve Benedictus XIII var kända brukare av luktsnus.

## Etymologi och ordspråk
Ordet snus, ofta sammansatt som snustobak är känt i svenska språket sedan andra hälften av 1600-talet och refererade till luktsnus, vilket även kallades snuv- eller snuftobak och dialektalt även näsatobak. Utifrån dessa olika synonymer brukar det anses att ordet härstammar från lågtyska formen för tyskans "schnauze" som betyder nos.
Det finns ett antal kända ordspråk, idiom och sentenser som refererar till snus. En känd strof av Gustav Fröding från 1894 lyder: "Men strunt är strunt och snus är snus, om ock i gyllene dosor, och rosor i ett sprucket krus, är ändå alltid rosor." I Röda rummet från 1879 skriver August Strindberg "Den arme Falk .. måste ta hela näfvar med filosofiskt snus och kasta i ögonen på sina fiender". Ett klassiskt idiom är uttrycket fint som snus, som refererar till luktsnus, och betyder utmärkt eller mycket bra men kan också betyda att något är mycket finfördelat. Man talar även om snusförnuftig vilket ungefär betyder "förnumstig" eller "lillgammal" och förmodligen refererar till luktsnusets torrhet, på samma sätt som uttrycket snustorr är en förstärkning när något är oerhört torrt, torrt som snus.

## Övrigt
För dem som använder rökfria tobaksprodukter som luktsnus tros risken att drabbas av cancer vara mindre än hos rökare, men de löper fortfarande större risk att drabbas än personer som inte använder någon tobak.